# Eurymedusa (Mutter des Myrmidon)
Eurymedusa (altgriechisch Εὐρυμέδουσα Eurymédousa) ist eine Gestalt der griechischen Mythologie.
Sie war eine Tochter des arkadischen Fürsten Kleitor und Enkelin des Azan. Der Göttervater Zeus beglückte sie in Gestalt einer Ameise (μύρμηξ mýrmēx ), wonach sie ihm den Myrmidon gebar, den Stammvater der Myrmidonen.
Nach einer anderen Variante der Legende war Myrmex der Name ihres sterblichen Gemahls, und Zeus nahm dessen Aussehen an, um sich ihr nähern zu können.